# Batmönchijn Arczbadrach
Batmönchijn Arczbadrach (mong. Батмөнхийн Арчбадрах; ur. 21 grudnia 1994 w Mongolii) – mongolski biegacz narciarski.

## Kariera
Po raz pierwszy na arenie międzynarodowej Batmönchijn Arczbadrach pojawił się 25 stycznia 2015 roku, podczas zawodów eliminacyjnych sprintu rozgrywanego na Zimowej Uniwersjadzie w Szczyrbskim Jeziorze, gdzie uplasował się na pozycji 77 i nie zakwalifikował się do biegu finałowego.
W Pucharze Świata zadebiutował 24 listopada 2017 roku w Ruce plasując się na ostatniej 127 pozycji.
Pucharowych punktów jeszcze nie zdobył.

## Osiągnięcia

### Igrzyska olimpijskie
| Miejsce | Dzień     | Rok  | Miejscowość | Konkurencja           | Czas biegu  | Strata      | Zwycięzca     |
| ------- | --------- | ---- | ----------- | --------------------- | ----------- | ----------- | ------------- |
| 97.     | 16 lutego | 2018 | Pjongczang  | 15 km stylem dowolnym | 33:43,9 min | +7:56,5 min | Dario Cologna |

### Mistrzostwa świata
| Miejsce | Dzień     | Rok  | Miejscowość | Konkurs                  | Wynik       | Strata       | Zwycięzca      |
| ------- | --------- | ---- | ----------- | ------------------------ | ----------- | ------------ | -------------- |
| 85.     | 19 lutego | 2015 | Falun       | Sprint stylem klasycznym | 3:02,35 min | –            | Petter Northug |
| 83.     | 1 marca   | 2017 | Lahti       | 15 km stylem klasycznym  | 36:44,0 min | +13:22,4 min | Iivo Niskanen  |

### Uniwersjada
| Miejsce | Dzień       | Rok  | Miejscowość         | Konkurencja                                 | Czas biegu   | Strata       | Zwycięzca             |
| ------- | ----------- | ---- | ------------------- | ------------------------------------------- | ------------ | ------------ | --------------------- |
| 77.     | 25 stycznia | 2015 | Szczyrbskie Jezioro | Sprint stylem dowolnym                      | –            | –            | Andriej Łarkow        |
| 82.     | 28 stycznia | 2015 | Szczyrbskie Jezioro | 10 km stylem klasycznym                     | 23:29,2 min  | +4:50,6 min  | Andrey Feller         |
| 14.     | 30 stycznia | 2015 | Szczyrbskie Jezioro | Sztafeta 4x7,5 km                           | 1:22:49,0 h  | +18:40,4 min | Rosja                 |
| 55.     | 1 lutego    | 2015 | Szczyrbskie Jezioro | 30 km stylem dowolnym                       | 1:16:20,1 h  | +16:26,6 min | Andriej Łarkow        |
| 41.     | 30 stycznia | 2017 | Ałmaty              | 10 km stylem klasycznym                     | 25:12,0 min  | +2:50,2 min  | Walerij Gontar        |
| 56.     | 31 stycznia | 2017 | Ałmaty              | 10 km stylem dowolnym                       | 26:12.5 min  | +6:47,1 min  | Dmitrij Rostowcew     |
| 58.     | 2 lutego    | 2017 | Ałmaty              | Sprint stylem klasycznym                    | –            | –            | Iwan Luft             |
| 23.     | 4 lutego    | 2017 | Ałmaty              | Sprint drużynowy stylem dowolnym            | 18:23,48 min | półfinał     | Kazachstan I          |
| 29.     | 8 lutego    | 2017 | Ałmaty              | 30 km stylem klasycznym                     | 1:19:37,5 h  | +8:43,8 min  | Dmitrij Rostowcew     |
| 53.     | 3 marca     | 2019 | Krasnojarsk         | 10 km stylem klasycznym                     | 26:00,6 min  | +3:38,0 min  | Iwan Jakimuszkin      |
| 68.     | 4 marca     | 2019 | Krasnojarsk         | 10 km stylem dowolnym (bieg pościgowy)      | 23:03,5 min  | +8:28,1 min  | Iwan Jakimuszkin      |
| 68.     | 6 marca     | 2019 | Krasnojarsk         | Sprint stylem dowolnym                      | 2:49,39 min  | –            | Aleksandr Tierientjew |
| 29.     | 8 marca     | 2019 | Krasnojarsk         | Sprint drużynowy mieszany stylem klasycznym | 22:11,37 min | –            | Rosja I               |

### Igrzyska azjatyckie
| Miejsce | Dzień     | Rok  | Miejscowość | Konkurencja                          | Wynik         | Strata       | Zwycięzca     |
| ------- | --------- | ---- | ----------- | ------------------------------------ | ------------- | ------------ | ------------- |
| 15.     | 26 lutego | 2017 | Sapporo     | 30 km stylem dowolnym (start masowy) | 1:22:54,0 min | +11:34,9 min | Akira Lenting |

### Puchar Świata

#### Miejsca w klasyfikacji generalnej
| Sezon     | Miejsce           |
| --------- | ----------------- |
| 2017/2018 | niesklasyfikowany |
| 2021/2022 | niesklasyfikowany |
| 2022/2023 | niesklasyfikowany |
| 2023/2024 | niesklasyfikowany |
| 2024/2025 | niesklasyfikowany |

#### Miejsca w poszczególnych zawodachPucharu Świata
stan po zakończeniu sezonu 2017/2018
| Sezon 2017/2018 |                      |                      |    |                         |                            |                   |                       |                         |                         |                          |                             |                            |                           |                              |                             |     |                     |                      |                         |                      |                         |                   |                      |                     |                      |                    |                       |                       |     |        |        |        |        |        |        |        |        |        |        |        |        |        |        |        |        |        |        |        |        |        |        |        |        |        |
| Ruka 24.11 (SP C) | Ruka 25.11 (15 km C) | Ruka 26.11 (15 km F) | RT | Lillehammer 2.12 (SP C) | Lillehammer 3.12 (2×15 km) | Davos 9.12 (SP F) | Davos 10.12 (15 km F) | Toblach 16.12 (15 km F) | Toblach 17.12 (15 km C) | Lenzerheide 30.12 (SP F) | Lenzerheide 31.12 (15 km C) | Lenzerheide 1.01 (15 km F) | Oberstdorf 4.01 (15 km F) | Val di Fiemme 6.01 (15 km C) | Val di Fiemme 7.01 (9 km F) | TdS | Drezno 13.01 (SP F) | Planica 20.01 (SP C) | Planica 21.01 (15 km C) | Seefeld 27.01 (SP F) | Seefeld 28.01 (15 km F) | Lahti 3.03 (SP F) | Lahti 4.03 (15 km C) | Drammen 7.03 (SP C) | Oslo 10.03 (50 km F) | Falun 16.03 (SP F) | Falun 17.03 (15 km C) | Falun 18.03 (15 km F) | FPŚ | punkty | punkty | punkty | punkty | punkty | punkty | punkty | punkty | punkty | punkty | punkty | punkty | punkty | punkty | punkty | punkty | punkty | punkty | punkty | punkty | punkty | punkty | punkty | punkty | punkty |
| 127 | -                    | -                    | –  | –                       | –                          | –                 | –                     | –                       | –                       | -                        | -                           | -                          | -                         | -                            | -                           | –   | –                   | –                    | –                       | –                    | –                       | –                 | –                    | –                   | –                    | -                  | -                     | -                     | –   | 0      | 0      | 0      | 0      | 0      | 0      | 0      | 0      | 0      | 0      | 0      | 0      | 0      | 0      | 0      | 0      | 0      | 0      | 0      | 0      | 0      | 0      | 0      | 0      | 0      |
| Legenda |                      |                      |    |                         |                            |                   |                       |                         |                         |                          |                             |                            |                           |                              |                             |     |                     |                      |                         |                      |                         |                   |                      |                     |                      |                    |                       |                       |     |        |        |        |        |        |        |        |        |        |        |        |        |        |        |        |        |        |        |        |        |        |        |        |        |        |
| 1 2 3 4-10 11-30 31-100 wyniki anulowane DNF – zawodnik nie ukończył biegu LPD – zawodnik został zdublowany – – zawodnik nie wystartował TdS – Tour de SkiFPŚ – Finał Pucharu ŚwiataRT – Ruka TripleLT – Lillehammer TourSTK – Ski Tour Kanada |                      |                      |    |                         |                            |                   |                       |                         |                         |                          |                             |                            |                           |                              |                             |     |                     |                      |                         |                      |                         |                   |                      |                     |                      |                    |                       |                       |     |        |        |        |        |        |        |        |        |        |        |        |        |        |        |        |        |        |        |        |        |        |        |        |        |        |